# Флаги Новосибирской области
Список флагов муниципальных образований Новосибирской области Российской Федерации.
На 1 января 2020 года в Новосибирской области насчитывалось 490 муниципальных образований — 5 городских округов, 30 муниципальных районов, 26 городских и 429 сельских поселений.

## Флаги городских округов
| Флаг | Наименование                                        | Дата утверждения | Номер в ГГР |
| ---- | --------------------------------------------------- | ---------------- | ----------- |
|      | Флаг муниципального образования города Новосибирска | 12 января 1993   | 1753        |
|      | Флаг муниципального образования города Бердска      | 26 февраля 2004  | 1987        |
|      | Флаг городского округа города Искитима              | 20 декабря 2006  | 3030        |

| Флаг | Наименование                                     | Дата утверждения | Номер в ГГР |
| ---- | ------------------------------------------------ | ---------------- | ----------- |
|      | Флаг городского округа рабочего посёлка Кольцово | 8 апреля 2020    | 5788        |
|      | Флаг муниципального образования города Оби       | 30 сентября 2004 | 1596        |

## Флаги муниципальных районов
| Флаг       | Наименование                                        | Дата утверждения    | Номер в ГГР |
| ---------- | --------------------------------------------------- | ------------------- | ----------- |
|            | Флаг муниципального образования Баганский район     | 26 мая 2005         | 1988        |
|            | Флаг муниципального образования Барабинский район   | 25 апреля 2007      | 3361        |
|            | Флаг муниципального образования Болотнинский район  | 30 марта 2005       | 1862        |
|            | Флаг муниципального образования Венгеровский район  | 17 марта 2006       | 2241        |
|            | Флаг муниципального образования Доволенский район   | 21 февраля 2006     | 2247        |
|            | Флаг муниципального образования Здвинский район     | 29 июня 2007        | 3453        |
|            | Флаг муниципального образования Искитимский район   | 20 апреля 2006      |             |
|            | Флаг муниципального образования Искитимский район   | де-юре не утверждён | 2369        |
|            | Флаг муниципального образования Карасукский район   | 24 февраля 2005     | 1858        |
|            | Флаг муниципального образования Каргатский район    | 5 июня 2014         | 9935        |
|            | Флаг муниципального образования Колыванский район   | 25 декабря 2006     | 2791        |
|            | Флаг муниципального образования Коченёвский район   | 14 марта 2008       | 4486        |
| нет данных | Флаг муниципального образования Кочковский район    | не утверждён        |             |
|            | Флаг муниципального образования Краснозёрский район | 11 октября 2006     | 2787        |
|            | Флаг муниципального образования Куйбышевский район  | 14 июля 2005        | 2067        |
|            | Флаг муниципального образования Купинский район     | 21 февраля 2006     | 2372        |

| Флаг | Наименование                                        | Дата утверждения | Номер в ГГР |
| ---- | --------------------------------------------------- | ---------------- | ----------- |
|      | Флаг муниципального образования Кыштовский район    | 18 августа 2006  | 2438        |
|      | Флаг муниципального образования Маслянинский район  | 16 июня 2005     | 1984        |
|      | Флаг муниципального образования Мошковский район    | 27 мая 2005      | 1997        |
|      | Флаг муниципального образования Новосибирский район | 19 мая 2005      | 2427        |
|      | Флаг муниципального образования Ордынский район     | 18 сентября 2008 | 4487        |
|      | Флаг муниципального образования Северный район      | 30 мая 2007      | 3684        |
|      | Флаг муниципального образования Сузунский район     | 16 ноября 2006   | 2788        |
|      | Флаг муниципального образования Татарский район     | 27 июня 2006     | 2440        |
|      | Флаг муниципального образования Тогучинский район   | 16 ноября 2006   | 2429        |
|      | Флаг муниципального образования Убинский район      | 22 июня 2006     | 2443        |
|      | Флаг муниципального образования Усть-Таркский район | 16 июня 2006     | 3279        |
|      | Флаг муниципального образования Чановский район     | 12 апреля 2005   | 1856        |
|      | Флаг муниципального образования Черепановский район | 29 сентября 2005 | 2065        |
|      | Флаг муниципального образования Чистоозёрный район  | 21 июня 2006     | 2442        |
|      | Флаг муниципального образования Чулымский район     | 15 июня 2005     | 2093        |

## Флаги городских поселений
| Флаг | Наименование                                                                       | Дата утверждения | Номер в ГГР |
| ---- | ---------------------------------------------------------------------------------- | ---------------- | ----------- |
|      | Флаг муниципального образования города Барабинска Барабинского района              | 16 апреля 2009   | 4913        |
|      | Флаг муниципального образования «город Болотное» Болотнинского района              | 10 июля 2003     | 1986        |
|      | Флаг муниципального образования рабочего посёлка Горный Тогучинского района        | 14 декабря 2006  | 3065        |
|      | Флаг муниципального образования города Карасука Карасукского района                | 24 декабря 2003  |             |
|      | Флаг муниципального образования рабочего посёлка Краснообска Новосибирского района | 24 апреля 2014   | 9535        |
|      | Флаг муниципального образования города Куйбышева Куйбышевского района              | 28 июня 2005     | 1993        |
|      | Флаг муниципального образования города Купино Купинского района                    | 15 июня 2011     | 7111        |

| Флаг | Наименование                                                                 | Дата утверждения | Номер в ГГР |
| ---- | ---------------------------------------------------------------------------- | ---------------- | ----------- |
|      | Флаг муниципального образования рабочего посёлка Линёво Искитимского района  | 9 июня 2004      | 1985        |
|      | Флаг муниципального образования рабочего посёлка Мошково Мошковского района  | 22 июня 2020     | 13243       |
|      | Флаг муниципального образования рабочего посёлка Ордынское Ордынского района | 17 марта 2005    | 1860        |
|      | Флаг муниципального образования рабочего посёлка Сузун Сузунского района     | 30 апреля 2014   |             |
|      | Флаг муниципального образования города Татарска Татарского района            | 30 ноября 2010   | 6517        |
|      | Флаг муниципального образования города Тогучина Тогучинского района          | 26 октября 2007  | 3799        |

## Флаги сельских поселений
| Флаг | Наименование                                                                   | Дата утверждения | Номер в ГГР |
| ---- | ------------------------------------------------------------------------------ | ---------------- | ----------- |
|      | Флаг муниципального образования Алабугинский сельсовет Каргатского района      | 4 июня 2014      | 9937        |
|      | Флаг муниципального образования Баганский сельсовет Баганского района          | 31 октября 2016  | 11264       |
|      | Флаг муниципального образования Баклушевский сельсовет Доволенского района     | 17 апреля 2020   | 13154       |
|      | Флаг муниципального образования Барышевский сельсовет Новосибирского района    | 25 мая 2006      | 2446        |
|      | Флаг муниципального образования Березовский сельсовет Новосибирского района    | 18 апреля 2014   | 9939        |
|      | Флаг муниципального образования Беркутовский сельсовет Каргатского района      | 13 апреля 2020   |             |
|      | Флаг муниципального образования Верх-Тулинский сельсовет Новосибирского района | 17 июня 2004     | не внесён   |
|      | Флаг муниципального образования Волчанский сельсовет Доволенского района       | 17 февраля 2020  | 13156       |
|      | Флаг муниципального образования Доволенский сельсовет Доволенского района      | 23 июня 2020     |             |
|      | Флаг муниципального образования Евсинский сельсовет Искитимского района        | 1 августа 2018   |             |
|      | Флаг муниципального образования Ивановский сельсовет Баганского района         | 25 октября 2007  | 3798        |
|      | Флаг муниципального образования Ильинский сельсовет Доволенского района        | 21 апреля 2020   | 13158       |
|      | Флаг муниципального образования Индерский сельсовет Доволенского района        | 10 апреля 2020   | 13160       |
|      | Флаг муниципального образования Комарьевский сельсовет Доволенского района     | 9 апреля 2020    | 13162       |
|      | Флаг муниципального образования Копкульский сельсовет Купинского района        | 7 сентября 2006  | 2448        |
|      | Флаг муниципального образования Красногривенский сельсовет Доволенского района | 27 апреля 2020   |             |

| Флаг | Наименование                                                                    | Дата утверждения | Номер в ГГР |
| ---- | ------------------------------------------------------------------------------- | ---------------- | ----------- |
|      | Флаг муниципального образования Криводановский сельсовет Новосибирского района  | 25 апреля 2016   |             |
|      | Флаг муниципального образования Кудряшовский сельсовет Новосибирского района    | 31 мая 2005      | 1991        |
|      | Флаг муниципального образования Кыштовский сельсовет Кыштовского района         | 6 октября 2016   | 11266       |
|      | Флаг муниципального образования Мичуринский сельсовет Новосибирского района     | 28 апреля 2020   | 13164       |
|      | Флаг муниципального образования Мочищенский сельсовет Новосибирского района     | 25 октября 2012  | 8006        |
|      | Флаг муниципального образования Совхозный сельсовет Искитимского района         | 20 августа 2015  | 10495       |
|      | Флаг муниципального образования Согорнский сельсовет Доволенского района        | 28 февраля 2020  | 12907       |
|      | Флаг муниципального образования Станционный сельсовет Новосибирского района     | 8 июня 2005      | 2095        |
|      | Флаг муниципального образования Суздальский сельсовет Доволенского района       | 6 апреля 2020    | 13168       |
|      | Флаг муниципального образования Толмачёвский сельсовет Новосибирского района    | 27 декабря 2006  | 2793        |
|      | Флаг муниципального образования Травнинский сельсовет Доволенского района       | 17 апреля 2020   | 13170       |
|      | Флаг муниципального образования Утянский сельсовет Доволенского района          | 18 февраля 2020  | 12909       |
|      | Флаг муниципального образования Форпост-Каргатский сельсовет Каргатского района | 22 июня 2020     | 13172       |
|      | Флаг муниципального образования Шагальский сельсовет Доволенского района        | 27 апреля 2020   | 13174       |
|      | Флаг муниципального образования Ярковский сельсовет Доволенского района         | 17 февраля 2020  | 12911       |
|      | Флаг муниципального образования Ярковский сельсовет Новосибирского района       | 18 мая 2020      | 13176       |

## Упразднённые флаги
| Флаг | Наименование                                        | Дата утверждения | Дата отмены      |
| ---- | --------------------------------------------------- | ---------------- | ---------------- |
|      | Флаг городского округа рабочего посёлка Кольцово    | 23 апреля 2008   | 30 сентября 2009 |
|      | Флаг городского округа рабочего посёлка Кольцово    | 30 сентября 2009 | 8 апреля 2020    |
|      | Флаг муниципального образования Здвинский район     | 28 декабря 2006  | 29 июня 2007     |
|      | Флаг муниципального образования Коченёвский район   | 27 апреля 2007   | 14 марта 2008    |
|      | Флаг муниципального образования Краснозёрский район | 17 февраля 2006  | 11 октября 2006  |

| Флаг | Наименование                                                                | Дата утверждения | Дата отмены    |
| ---- | --------------------------------------------------------------------------- | ---------------- | -------------- |
|      | Флаг муниципального образования Северный район                              | 20 декабря 2006  | 30 мая 2007    |
|      | Флаг муниципального образования города Барабинска Барабинского района       | 22 мая 2008      | 16 апреля 2009 |
|      | Флаг муниципального образования города Куйбышева Куйбышевского района       | 25 февраля 2004  | 28 июня 2005   |
|      | Флаг муниципального образования Алабугинского сельсовета Каргатского района | 18 декабря 2013  | 4 июня 2014    |
|      | Флаг муниципального образования Кыштовского сельсовета Кыштовского района   | 2016             |                |